# Kish-Air-Flug 7170
Der Kish-Air-Flug 7170 (Flugnummer IATA: Y97170, ICAO: IRK7170, Funkrufzeichen: KISH AIR 7170) war ein internationaler Linienflug der Kish Air von der Insel Kisch nach Schardscha in den Vereinigten Arabischen Emiraten. Am 10. Februar 2004 ereignete sich auf diesem Flug nahe dem Zielflughafen ein schwerer Flugunfall mit einer Fokker 50, bei dem 43 Menschen getötet wurden und es nur drei Überlebende gab. Es handelt sich um den schwersten Flugunfall einer Fokker 50 (Stand: Juli 2022).

## Flugzeug

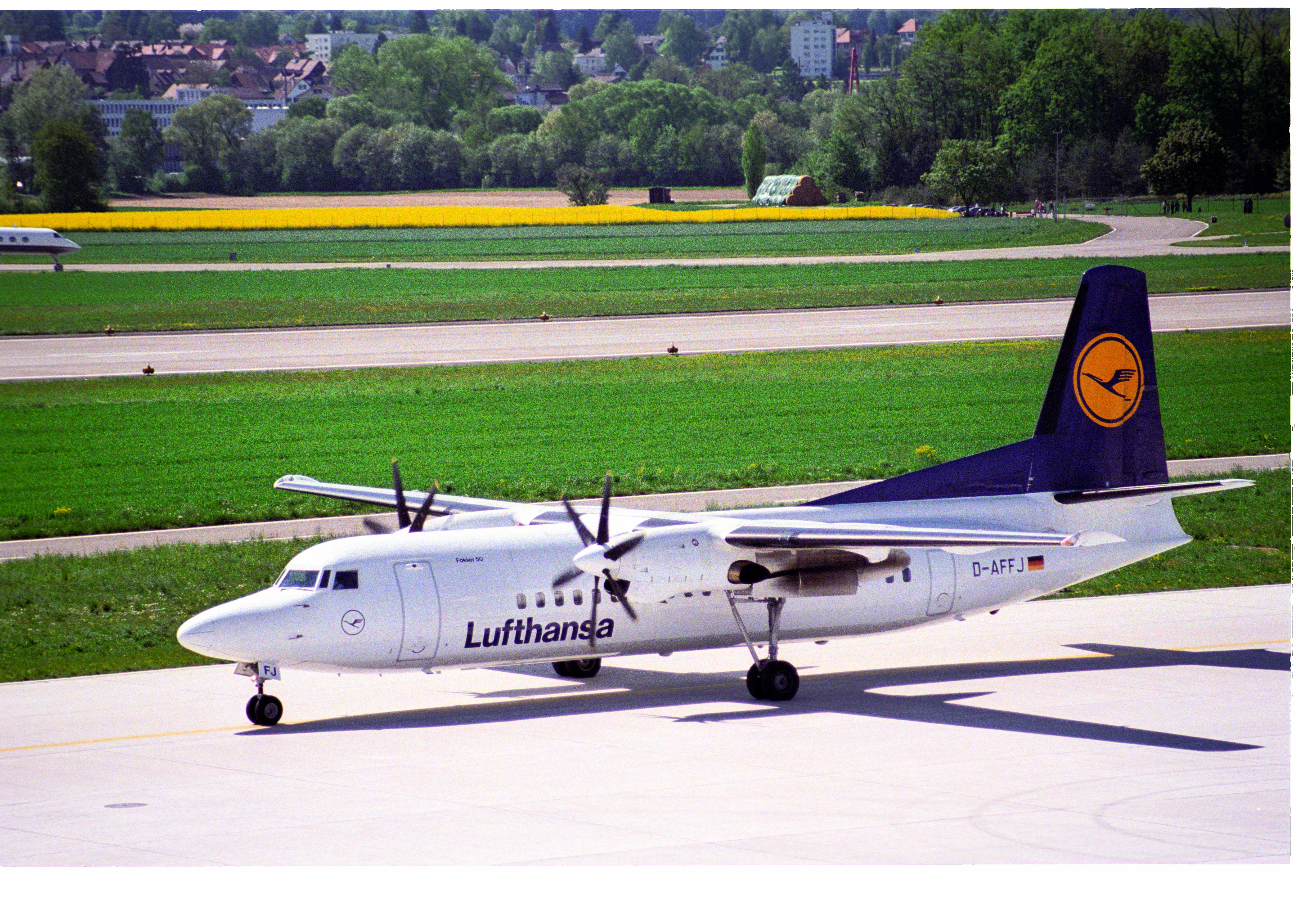
Die betroffene Maschine während ihrer Betriebszeit bei der Lufthansa CityLine

Das betroffene Flugzeug war eine Fokker 50 mit der Werknummer 20273, die im Werk von Fokker am Flughafen Amsterdam-Schiphol gebaut wurde und am 25. Januar 1993 ihren Erstflug absolvierte. Die Maschine wurde zunächst für den Testflug mit dem niederländischen Luftfahrzeugkennzeichen PH-LXM in Betrieb genommen, am 22. Oktober 1993 wurde sie dann neu an die Lufthansa CityLine ausgeliefert, bei der sie das Kennzeichen D-AFFJ erhielt. Ab dem 12. Dezember 1996 gehörte die Maschine der Flotte der Air Nostrum an und wurde dort mit dem Kennzeichen EC-GKU betrieben. Die Kish Air übernahm die Maschine am 1. März 2002 und ließ sie als EP-LCA zu. Das zweimotorige Kurzstreckenflugzeug war mit zwei Turboproptriebwerken des Typs Pratt & Whitney Canada PW125B und Propellern des Herstellers Dowty ausgerüstet. Bis zum Zeitpunkt des Unfalls hatte die Maschine 20.466 Betriebsstunden absolviert, auf die 19.845 Starts und Landungen entfielen.

## Passagiere und Besatzung
Den Flug von Kisch nach Schardscha hatten 40 Passagiere angetreten. Es befand sich eine sechsköpfige Besatzung an Bord der Maschine, bestehend aus einem Flugkapitän, einem Ersten Offizier und vier Flugbegleitern.
Der 48-jährige Flugkapitän war iranischer Staatsbürger und saß auf dem Flug im linken Pilotensitz. Neben der Fokker 50 war er auch Maschinen der Typen Fokker F27-500, Fokker F28 und Militärflugzeuge geflogen. Seine kumulierte Flugerfahrung belief sich auf 6.440 Stunden, wovon er 1.516 Stunden mit der Fokker 50 absolviert hatte.
Der 50-jährige Erste Offizier war ebenfalls iranischer Staatsbürger und hatte auf dem Flug im rechten Pilotensitz Platz genommen. Neben der Fokker 50 hatte er Flugerfahrung mit den Flugzeugtypen Fokker F27-500 und Militärmaschinen wie der Lockheed C-130 Hercules. Seine kumulierte Flugerfahrung belief sich auf 3.978 Flugstunden, wovon er 517 Stunden mit der Fokker F27 absolviert hatte.

## Flugverlauf
Die Maschine hob mit 40 Passagieren und sechs Besatzungsmitgliedern in Kisch ab. Der Flugkapitän war der pilot flying. Die Wetterverhältnisse in Schardscha waren gut, es herrschte gute Sicht. Im Sinkflug in einer Höhe von 2.500 Fuß und kurz vor Beginn des Anfluges übergab der Flugkapitän unerwartet die Kontrolle über die Maschine an den Ersten Offizier. Der Erste Offizier akzeptierte dies nur widerwillig und erklärte, er sei sich nicht sicher, ob er in der Lage sei, einen VOR/DME-Anflug auf Schardscha durchführen zu können. Diese Aussage entsprach nicht der Flugerfahrung des Ersten Offiziers und konnte entweder auf kulturelle oder berufliche Spannungen hinweisen. Der Kapitän bestand darauf, dass der Erste Offizier das Flugzeug flog, und ermutigte ihn und erteilte ihm während des Anflugs Anweisungen. Die Piloten erhielten eine Freigabe zum Anflug auf Landebahn 12 des Flughafens Schardscha.

## Unfallhergang
Zu Beginn des Anfluges wurde die Maschine leicht außerhalb der Parameter des vorgeschriebenen Anflugprofils geflogen. Die Geschwindigkeit betrug 190 Knoten (ca. 352 km/h). Die Auftriebshilfen und das Fahrwerk waren nicht ausgefahren. Vor dem Erreichen der Entscheidungshöhe hätten die Geschwindigkeit auf 130 Knoten (ca. 241 km/h) abgesunken und die Auftriebshilfen auf 10 Grad ausgefahren sein müssen. Die Maschine erreichte die Entscheidungshöhe im Leerlauf, der Erste Offizier schaltete in vier Seemeilen Entfernung von der Landebahn den Autopiloten ab und gab bei einer Geschwindigkeit von 186 Knoten (ca. 344 km/h, maximal zulässig wären 180 Knoten, ca. 333 km/h gewesen) die Anweisung zum Ausfahren der Auftriebshilfen auf 10 Grad und bei 185 Knoten (ca. 343 km/h, maximal zulässig wären 170 Knoten, ca. 315 km/h gewesen) die Anweisung zum Ausfahren des Fahrwerks. Der Kapitän fuhr die Auftriebshilfen auf 25 Grad aus, wobei der Erste Offizier diese Konfiguration bei 183 Knoten (ca. 339 km/h) widerrief. Eine derartige Konfiguration war bei Geschwindigkeiten von maximal 160 Knoten (ca. 296 km/h) zulässig. Gleich darauf übernahm der Kapitän die Kontrolle über die Maschine.
Im Endanflug auf die Landebahn 12 in Schardscha ging das linke Triebwerk in den maximalen Umkehrschub, während das rechte im Vorwärtsschub verblieb. Die Maschine ging in einen Sturzflug über, bei dem sie nach links rollte. Die Maschine schlug 2,6 Seemeilen vor der Landebahn neben einer Straße und einem Wohngebiet auf ein unerschlossenes sandiges Gelände, brach auseinander und geriet in Brand.

## Rettungseinsatz
Beim Aufprall gab es eine große Explosion. Das Feuer breitete sich sofort über die Überreste der Cockpitsektion aus. Es zog weiter zum mittleren Kabinenbereich und zerstörte diesen vollständig. Es dauerte 25 Minuten, bis die Rettungs- und Feuerwehrfahrzeuge am Unfallort eintrafen. Der Zugang für die Rettungskräfte und Polizeieinheiten zum Absturzort wurde durch zahlreiche Privatfahrzeuge und Personen behindert. Das Feuer konnte etwa 30 Minuten nach dem Unfall gelöscht werden, aber die Trümmer schwelten noch eine weitere Stunde.
Ein Zeuge, der den Absturzort nach kurzer Zeit erreicht hatte, erklärte, dass die mittlere Rumpfsektion bei seiner Ankunft noch intakt gewesen sei und dass er Menschen im Inneren hören könne, die um Hilfe schrien. Es wurde versucht, zu diesen Passagieren durch die Vordertür zu gelangen, die sich jedoch nicht bewegte, da sie verformt zu sein schien. Das Feuer behinderte den Zugang zur Kabine durch die aufgerissenen Teile des Rumpfes. Der Brand weitete sich sehr schnell aus, wodurch die Ersthelfer gezwungen waren, sich von der Maschine wegzubewegen. Auf einem Foto, das etwa 10 Minuten nach dem Unfall aufgenommen wurde, war zu sehen, dass die Kabine völlig vom Feuer umhüllt war. Es hätte möglicherweise mehr Überlebende gegeben, wenn ein Zugang zur Kabine möglich gewesen wäre. Die Überlebenden konnten sich nicht mehr an ihre Sitzpositionen erinnern, höchstwahrscheinlich hatten sie im mittleren Teil der Hauptkabine hinter der Tragfläche gesessen.

## Opfer
Bei dem Unfall wurde die gesamte sechsköpfige Besatzung getötet, außerdem starben 37 der 40 Passagiere. Es gab ursprünglich vier Überlebende, von denen einer auf dem Weg zum Krankenhaus verstarb. Die anderen drei Überlebenden erlitten schwere Verletzungen.

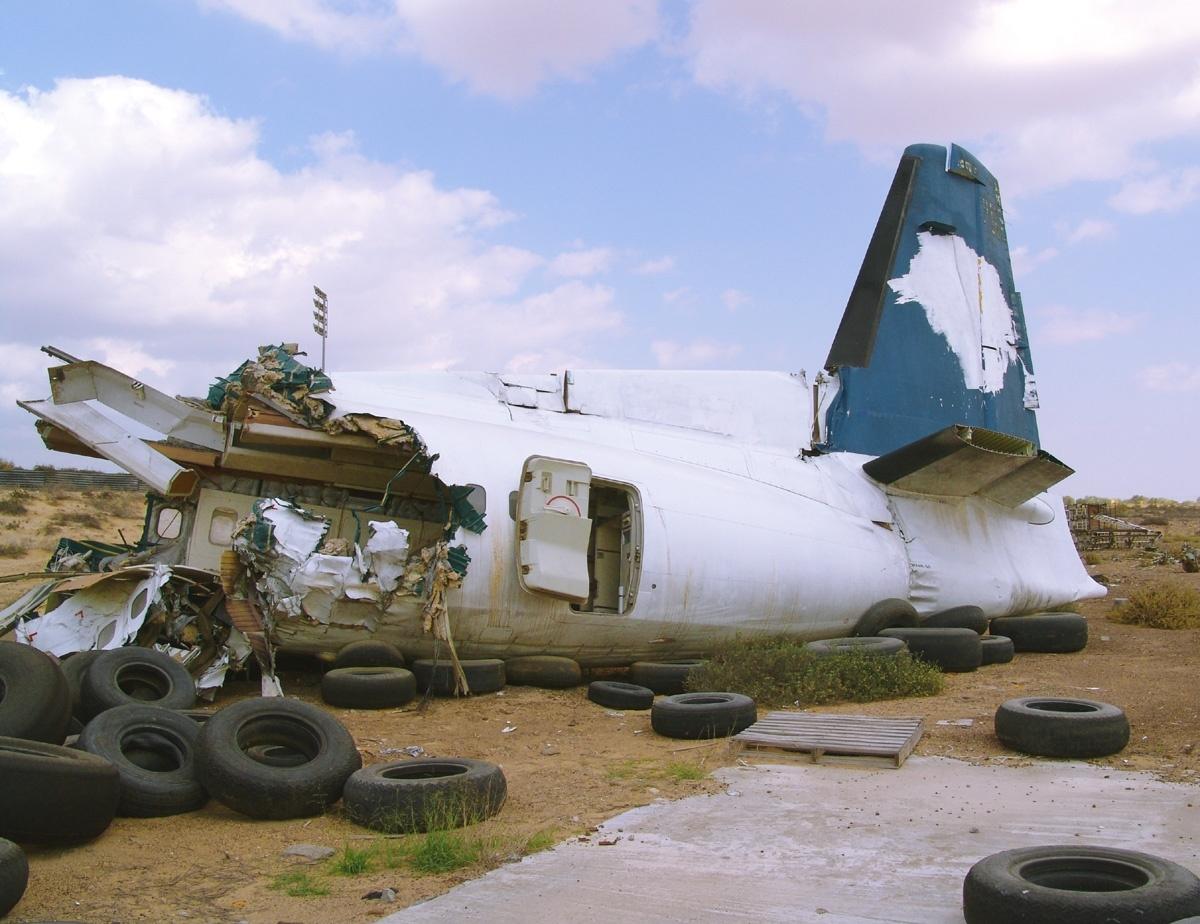
Das Wrack der Maschine ein Jahr nach dem Unfall

| Staatsangehörigkeit          | Getötete   | Getötete  | Überlebende | Gesamt |
| Staatsangehörigkeit          | Passagiere | Besatzung | Überlebende | Gesamt |
| ---------------------------- | ---------- | --------- | ----------- | ------ |
| Algerien                     | 2          | 0         | 0           | 2      |
| Bangladesch                  | 1          | 0         | 0           | 1      |
| Kambodscha                   | 1          | 0         | 0           | 1      |
| Ägypten                      | 3          | 0         | 1           | 4      |
| Vereinigte Arabische Emirate | 1          | 0         | 0           | 1      |
| Philippinen                  | 1          | 0         | 1           | 2      |
| Indien                       | 13         | 0         | 0           | 13     |
| Iran                         | 11         | 6         | 1           | 18     |
| Nepal                        | 1          | 0         | 0           | 1      |
| Nigeria                      | 1          | 0         | 0           | 1      |
| Sudan                        | 1          | 0         | 0           | 1      |
| Syrien                       | 1          | 0         | 0           | 1      |
| Gesamt                       | 37         | 6         | 3           | 46     |

## Unfalluntersuchung
Nach dem Absturz übernahm eine internationale Untersuchungskommission die Unfallermittlungen. Beteiligt waren die Emirates General Civil Aviation Authority als Untersuchungsbehörde des Staates, in dem sich der Absturz ereignete, die iranische Zivilluftfahrts-Organisation CAO als Behörde des Zulassungsstaates, die niederländische Transportsicherheitsbehörde als zuständige Behörde im Herstellerland, das Transportation Safety Board of Canada als nationale Behörde im Land des Triebwerksherstellers, die britische Air Accidents Investigation Branch als Unfalluntersuchungsbehörde im Herstellerland der Propeller und das US-amerikanische National Transportation Safety Board als Hersteller der Antriebs-Schlupf-Regelung der Maschine.
Eine wesentliche Rolle bei dem Absturz wurde dem Flugkapitän zugeschrieben. Indem dieser unvorhergesehenerweise darauf bestand, dass der Erste Offizier den Endanflug durchführt, habe er eine Atmosphäre geschaffen, in der es zu einem Zusammenbruch des Crew Resource Managements gekommen sei, in dem Standardprozeduren missachtet wurden und der Anflug in der Folge mit einer überhöhten Geschwindigkeit durchgeführt wurde. Ein Versuch, diese übermäßig hohe Anfluggeschwindigkeit zu korrigieren, habe höchstwahrscheinlich zu einem weiteren Verstoß gegen Standardprozeduren geführt. Hierbei seien die Schubhebel in einen Drehzahlbereich unterhalb Leerlaufs, nämlich in den Bodenbetrieb und damit in einen Modus mit unvorhersehbaren Konsequenzen, geschaltet worden. Der daraus folgende Umkehrschub auf einem Triebwerk habe daraufhin einen Kontrollverlust im Endanflug zur Folge gehabt. Die Parameter des Flugdatenschreibers ließen darauf schließen, dass der linke Propeller etwa eine Sekunde vor dem rechten Propeller in den Bodenbetrieb übergegangen war. Die Drehzahlparameter zeigten dagegen an, dass beide Propeller gleichzeitig in den Bodenbetrieb gefahren wurden. Die Maschine rollte wahrscheinlich aufgrund des asymmetrischen Schubs nach links. Der linke Propeller ging dann in den vollen Umkehrschub, während der rechte Propeller im positiven Drehzahlbereich verblieb. Die unmodifizierte Ausführung der Antriebs-Schlupf-Regelung der Maschine habe schließlich zum Zeitpunkt des Unfalls keinen angemessenen Schutz gegen die Fehlentscheidung des Kapitäns gewährleistet.